# Neubois
 Neubois (en alsacià Grit, alemany Gereuth) és un municipi francès, situat a la regió del Gran Est, al departament del Baix Rin. L'any 2005 tenia 652 habitants.
Forma part del cantó de Mutzig, del districte de Sélestat-Erstein i de la Comunitat de comunes de la Vall de Villé.

## Demografia
| 1962 | 1968 | 1975 | 1982 | 1990 | 1999 | 2019 |
| ---- | ---- | ---- | ---- | ---- | ---- | ---- |
| 405  | 423  | 449  | 445  | 519  | 561  | 671  |

## Administració
| Període   | Identitat         | Partit |
| --------- | ----------------- | ------ |
| 2001-2008 | Jacques Ostermann |        |
| 2008      | Nicole Zehner     |        |